# Mihaela Dascălu
Mihaela Dascălu, née le 12 février 1970 à Brașov, est une patineuse de vitesse roumaine. 

## Biographie
Lors des Championnats du monde toutes épreuves, elle compte un podium, une troisième place en 1994.
Elle a participé à trois éditions des Jeux olympiques d'hiver, en 1992 à Albertville (21e du 500 mètres, 6e du 1 000 mètres, 17e du 1 500 mètres, 18e du 3 000 mètres et 13e du 5 000 mètres), en 1994 à Lillehammer (23e du 500 mètres, 17e du 1 000 mètres, 8e du 1 500 mètres et 8e du 3 000 mètres) et en 1998 à Nagano (34e du 1 500 mètres et 24e du 3 000 mètres).

## Palmarès

### Championnats du monde toutes épreuves
- Médaille de bronze en 1994

### Coupe du monde
- 1 podium.